# Liste der Wappen in der Woiwodschaft Opole
Diese Liste zeigt die Wappen der Landkreise und kreisfreien Städte in der Woiwodschaft Opole. Die Woiwodschaft Opole ist in 11 Landkreise und eine kreisfreie Stadt unterteilt.

## Wappen der kreisfreien Städte in der Woiwodschaft Opole

Oppeln

## Wappen der Landkreise in der Woiwodschaft Opole

Powiat Brzeski
Powiat Głubczycki
Powiat Kędzierzyńsko-Kozielski
Powiat Kluczborski
Powiat Namysłowski
Powiat Nyski
Powiat Oleski
Powiat Opolski
Powiat Prudnicki
Powiat Strzelecki